# Skarżysko-Kamienna
Skarżysko-Kamienna (udtale: [skarˈʐɨskɔ kaˈmʲɛnːa]) er en by i den nordlige del af  voivodskabet Święty Krzyż i  den sydøstlige del af Polen, i den historiske region Lillepolen. Byen  har 43.067(2021) indbyggere og et areal på 31,85 km², og er administrationsby i powiatet Skarżysko. Den ligger ved floden Kamienna, nord for Świętokrzyskiebjergene og er en af voivodskabets større byer.
Skarżysko-Kamienna er et vigtigt jernbaneknudepunkt, hvor to hovedlinjer (Kraków – Warszawa og Sandomierz – Koluszki)  krydser hinanden.

## Historie
De nuværende distrikter Łyżwy og Nowy Młyn var lokaliteterne for bosættelser fra ældste stenalder, som nu er arkæologiske fundsteder, en del af Rydno Arkæologiske reservat, bestående af flere hundrede tidligere palæolitiske steder, der strækker sig fra Skarżysko-Kamienna til Wąchock. Stederne blev opdaget i 1923–1925. I 1173 samledes ridderkongressen i landsbyen Milica (nu i byens område) ledet af Kasimir 2. den Retfærdige. Inden for det polske kongerige var Skarżysko en privat landsby ejet af polsk adel, administrativt beliggende i Radom-amtet i voivodskabet Sandomierz i  Provinsen Lillepolen  i Kongeriget Polens krone.
Omkring 1885 blev Kamienna et vigtigt jernbaneknudepunkt på den nybyggede Ivangorod-Dąbrowa jernbane. Jernbanens hovedlinje, der forbinder Ivangorod (Dęblin) og Dąbrowa Górnicza løb gennem byen fra nord til syd, og to forgreningslinjer til Ostrowiec Świętokrzyski og Koluszki strålede fra byen henholdsvis øst og vest. Dette ansporede Kamiennas vækst fra en landsby til en stor by i 1920, hvor den havde omkring 20 virksomheder, der beskæftigede 1000 arbejdere, samt jernbaneværksteder, der beskæftigede yderligere 1000 arbejdere.

## Galleri
- Rejówsøen
- Jesu hellige hjerte kirke
- Helligdommen Vor Frue af Daggryets Port